# Enispa rhodopleura
Enispa rhodopleura là một loài bướm đêm trong họ Noctuidae.